# Spiridon (Morozov)
Spiridon (světským jménem: Dmitrij Anatoljevič Morozov; * 25. prosince 1987, Burnovo) je ruský duchovní Ruské pravoslavné církve a biskup birský a belorecký.

## Život
Narodil se 25. prosince 1987 ve vesnici Burnovo Birského rajónu Baškortostánu.
Po střední škole studoval na Jekatěrinburském duchovním semináři. Po dokončení semináře byl poslán do ufské eparchie, kde vyl vedoucím ekonomem chrámu svatých archanděla Michaela a chrámu svatého Mikuláše v Birsku. Dne 19. srpna 2010 jej arcibiskup ufský a stěrlitamakský Nikon (Vasjukov) rukopoložil na diákona a 26. srpna na jereje, byl určen pro službu v chrámu svatého Simeona Věrchoturského v Ufě.
Od roku 2011 byl ključarem katedrálního chrámu Narození přesvaté Bohorodice v Ufě a ekonomem eparchiální správy. Roku 2012 byl poslán do nové salavatské eparchie, kde se stal představeným Uspenského katedrálního chrámu. Od roku 2013 působil jako vedoucí tiskové služby eparchie. Stejného roku dokončil Kyjevskou duchovní akademii.
Dne 21. února 2018 byl biskupem salavatským a kumertauským Nikolajem (Subbotinem) postřižen na monacha se jménem Spiridon na počest svatého Spyridona. Dne 10. července mu byla svěřena funkce správce pro záležitosti salavatské eparchie.
Dne 15. října 2018 jej Svatý synod zvolil biskupem birským a beloreckým. Dne 20. října byl povýšen na archimandritu a biskupská chirotonie proběhla 2. prosince v chrámu Krista Spasitele v Moskvě. Hlavním světitelem byl patriarcha moskevský a celé Rusi Kirill.